# ستانلي إس. هاريس
ستانلي إس. هاريس (بالإنجليزية: Stanley S. Harris) هو قاضي ومحامي أمريكي، ولد في 19 أكتوبر 1927 في واشنطن العاصمة في الولايات المتحدة.